# 巴特明斯特阿姆施泰因-埃伯恩堡
巴特明斯特阿姆施泰因-埃伯恩堡（德語：Bad Münster am Stein-Ebernburg，發音：[baːt ˈmʏnstɐ ʔam ˈʃtaɪn ˈeːbɐnbʊʁk]）是德国莱茵兰-普法尔茨州曾经的一个市镇，面积9.53平方公里，2012年9月6日总人口为3,940人。
该市镇于1969年6月7日由市镇巴特明斯特和埃伯恩堡合并而成，彼时命名为“巴特明斯特-埃伯恩堡”（Bad Münster-Ebernburg）。同年11月1日，该市镇更名为“巴特明斯特阿姆施泰因-埃伯恩堡”（Bad Münster am Stein-Ebernburg；“巴特明斯特阿姆施泰因”意为“在岩石处的巴特明斯特”）。1978年4月29日，该市镇被授予城市地位。2014年7月1日，巴特明斯特阿姆施泰因-埃伯恩堡并入巴特克罗伊茨纳赫。

## 地名
该地名由“巴特明斯特阿姆施泰因”（Bad Münster am Stein）和“埃伯恩堡”（Ebernburg）组成，《世界地名翻译大辞典》因划分错误而将其误译作“施泰因-埃伯恩堡地区巴特明斯特”。